# Michałowice (gromada w powiecie grójeckim)
Michałowice (od 31 XII 1961 Świdno) – dawna gromada, czyli najmniejsza jednostka podziału terytorialnego Polskiej Rzeczypospolitej Ludowej w latach 1954–1972.
Gromady, z gromadzkimi radami narodowymi (GRN) jako organami władzy najniższego stopnia na wsi, funkcjonowały od reformy reorganizującej administrację wiejską przeprowadzonej jesienią 1954 do momentu ich zniesienia z dniem 1 stycznia 1973, tym samym wypierając organizację gminną w latach 1954–1972.
Gromadę Michałowice z siedzibą GRN w Michałowicach utworzono – jako jedną z 8759 gromad – w powiecie grójeckim w woj. warszawskim, na mocy uchwały nr VI/10/5/54 WRN w Warszawie z dnia 5 października 1954. W skład jednostki weszły obszary dotychczasowych gromad Michałowice, Stamirowice, Stryków, Świdno, Ślepowola i Tomczyce ze zniesionej gminy Borowe w tymże powiecie. Dla gromady ustalono 15 członków gromadzkiej rady narodowej.
29 lutego 1956 do gromady Michałowice przyłączono wieś Ulaski Gostomskie z gromady Pobiedna w powiecie rawskim w woj. łódzkim.
31 grudnia 1961 z gromady Michałowice wyłączono tereny lasów państwowych Nadleśnictwa Białobrzegi obejmujące kompleks główny Borowina o powierzchni 1388,14 ha wraz z enklawami leśnymi obejmującymi grunty wsi Ługowice o powierzchni 17,75 ha i grunty wsi Tomczyce o powierzchni 46,01 ha, włączając je do znoszonej gromady Kostrzyń w powiecie białobrzeskim w woj. kieleckim, po czym gromadę Michałowice zniesiono, przenosząc siedzibę GRN z Michałowic do Świdna i zmieniając nazwę jednostki na gromada Świdno.